# Лохня
Ло́хня — село в Україні, у Миколаївській селищній громаді Сумського району Сумської області. Населення становить 58 осіб. До 2016 орган місцевого самоврядування - Верхосульська сільська рада.

## Географія
Село Лохня розташоване на лівому березі річки Сула, вище за течією примикає село Валіївка, нижче за течією на відстані 1 км розташоване селище Новопетрівка, на протилежному боці - село Верхосулка.
Поруч пролягає автомобільний шлях Н07.

## Історія
- Село постраждало внаслідок геноциду українського народу, проведеного урядом СССР 1923-1933 та 1946-1947 роках.
- 12 червня 2020 року, відповідно до розпорядження Кабінету Міністрів України № 723-р «Про визначення адміністративних центрів та затвердження територій територіальних громад Сумської області», село увійшло до складу Миколаївської селищної громади[1].
- 19 липня 2020 року, в результаті адміністративно-територіальної реформи та ліквідації Білопільського району, село увійшло до складу новоутвореного Сумського району[2].

## Населення

### Мова
Розподіл населення за рідною мовою за даними перепису 2001 року:
| Мова       | Кількість | Відсоток |
| ---------- | --------- | -------- |
| українська | 56        | 96.55%   |
| російська  | 2         | 3.45%    |
| Усього     | 58        | 100%     |

## Економіка
- Молочно-товарна ферма